# Nikola Kitanovski
Nikola Kitanovski je operski pevač i tenor, profesor solo pevanja na Fakultetu muzičke umetnosti u Beogradu. 
Rođen je u Skoplju u Makedoniji, a završio je FMU u Beogradu u klasi prof. Biserke Cvejić. 
Pobednik je internacionalnog takmičenja Katije Ričareli. Nastupa širom Evrope i Azije.
Snažnim emotivnim nobojem, vešto oblikuje fraze čuvenih italianskih i francuskih operskih kompozitora. Posebno se ističu njegova izvođenja Maria, Turida, Don Žozea.
Odlikovan je Ordenom Karađorđeve zvezde trećeg stepena (2024).